# Nephrogramma
Nephrogramma là một chi bướm đêm thuộc họ Crambidae.